# Just Dance (serie)
Just Dance è una serie comprendente 14 videogiochi musicali per Wii, Xbox 360, PlayStation 3, Wii U, PlayStation 4, Xbox One, Nintendo Switch, un'app, un sito web, PlayStation 5, Xbox Series X e Xbox Series S e Google Stadia. Il giocatore deve ballare seguendo il ballerino sullo schermo, così da ottenere più punti e di conseguenza più stelle.

## Just Dance

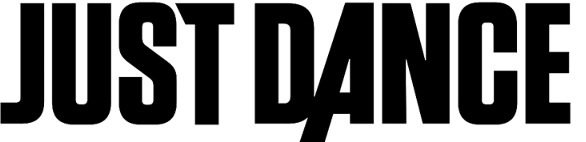
Logo della serie

| Titolo                  | Pubblicazione | Sistema |
| ----------------------- | ------------- | --- |
| Just Dance              | 2009          | Wii |
| Just Dance 2            | 2010          | Wii |
| Just Dance 3            | 2011          | Wii, Xbox 360, PlayStation 3                                                                                 |
| Just Dance 4            | 2012          | Wii, Xbox 360, PlayStation 3, Wii U                                                                          |
| Just Dance 2014         | 2013          | Xbox 360, PlayStation 3, Wii, Wii U, PlayStation 4, Xbox One                                                 |
| Just Dance 2015         | 2014          | Xbox 360, PlayStation 3, Wii, Wii U, PlayStation 4, Xbox One                                                 |
| Just Dance 2016         | 2015          | Xbox 360, PlayStation 3, Wii, Wii U, PlayStation 4, Xbox One                                                 |
| Just Dance 2017         | 2016          | Xbox 360, Xbox One, PlayStation 3, PlayStation 4, Wii, Wii U, Windows, Nintendo Switch                       |
| Just Dance 2018         | 2017          | Xbox 360, Xbox One, PlayStation 3, PlayStation 4, Wii, Wii U, Nintendo Switch                                |
| Just Dance 2019         | 2018          | Xbox 360, Xbox One, PlayStation 4, Wii, Wii U, Nintendo Switch                                               |
| Just Dance 2020         | 2019          | Xbox One, PlayStation 4, Wii, Nintendo Switch, Stadia                                                        |
| Just Dance 2021         | 2020          | Nintendo Switch, Wii (Solo Just Dance 2022), PlayStation 4, Xbox One, Stadia, PlayStation 5, Xbox Series X/S |
| Just Dance 2022         | 2021          | Nintendo Switch, Wii (Solo Just Dance 2022), PlayStation 4, Xbox One, Stadia, PlayStation 5, Xbox Series X/S |
| Just Dance 2023 Edition | 2022          | Nintendo Switch, PlayStation 5, Xbox Series X/S                                                              |
| Just Dance 2024 Edition | 2023          | Nintendo Switch, PlayStation 5, Xbox Series X/S                                                              |
| Just Dance 2025 Edition | 2024          | Nintendo Switch, PlayStation 5, Xbox Series X/S                                                              |

## Edizioni speciali diJust Dance
| Gioco                                                        | Data di pubblicazione            | Console | Console       | Console  | Console           | Console  | Console | Console |
| ------------------------------------------------------------ | -------------------------------- | ------- | ------------- | -------- | ----------------- | -------- | ------- | ------- |
| Just Dance Kids (Dance Junior in Europa)                     | 9 novembre 2010; 3 novembre 2010 | Wii     |               |          |                   |          |         |         |
| Just Dance Kids 2 (Just dance Kids in Europa)                | 7 ottobre 2011; 11 ottobre 2011  | Wii     | PlayStation 3 | Xbox 360 |                   |          |         |         |
| Just Dance Kids 2014                                         | 22 ottobre 2013; 1º ottobre 2013 | Wii     | PlayStation 3 | Xbox 360 | Wii U             |          |         |         |
| Just dance Summer Party (Just Dance 2 Extra Songs in Europa) | 19 luglio 2011; 17 luglio 2011   | Wii     |               |          |                   |          |         |         |
| Just Dance Best Of (Just Dance Greatest Hits in Europa)      | 29 marzo 2012                    | Wii     |               | Xbox 360 |                   |          |         |         |
| Just Dance Disney Party                                      | 23 ottobre 2012; 23 ottobre 2012 | Wii     | PlayStation 3 | Xbox 360 |                   |          |         |         |
| Just Dance Disney Party 2                                    | 20 ottobre 2015; 22 ottobre 2015 | Wii     | PlayStation 3 | Xbox 360 | Wii U             | Xbox One |         |         |
| Just Dance Now                                               | luglio 2014; luglio 2014         | IOS     | Android       | Linux    | Microsoft Windows | MacOS    | TvOS    | Tizen   |

## Just Sing
Il 28 luglio 2016, Ubisoft ha annunciato un nuovo videogioco musicale; Just Sing, in questo gioco non si balla, ma si canta.